# Ataru Esaka
Ataru Esaka (江坂 任 Esaka Ataru?), född 31 maj 1992 i Hyōgo prefektur, är en japansk fotbollsspelare.
Esaka började sin karriär 2015 i Thespakusatsu Gunma. 2017 flyttade han till Omiya Ardija. 2018 flyttade han till Kashiwa Reysol.